# Christoffel Aerntsma
Dr.Christoffel Aerntsma (1535 - april 1597), ook wel Arentsma, Van Aerntsma of Van Arentsma, was Fries gedeputeerde, afgevaardigde naar de Staten-Generaal namens Friesland en lid van de Raad van State.

## Familie
Christoffel Aerntsma was de zoon van Albertus Gisberti Aerntsma (? - 1541) en diens vrouw Margaretha Truchsess. Zijn vader was advocaat bij het Hof van Friesland, gedeputeerde voor Friesland en van 1534-1541 raadsheer bij het Hof van Friesland. Zijn grootvader, Gisbert Albertzoen Aerntsma was schepen te Bolsward. Christoffel was het vijfde kind in een gezin van acht. Zijn broer Gijsbert Aerntsma was burgemeester van Leeuwarden, gedeputeerde en raadsheer bij het Hof van Friesland (1579-1580, 1589-1596). 

## Loopbaan
Aerntsma trouwde met Margaretha van Loo, met wie hij een dochter kreeg, Johanna van Aerntsma. Van 1584 tot 1586 was hij lid van de Gedeputeerde Staten van Friesland, en van 1587 tot september 1588 vertegenwoordigde hij deze Staten bij de Staten-Generaal te 's-Gravenhage. Van oktober 1588 tot zijn overlijden in 1597 was hij vervolgens raadsheer bij de Raad van State. 